# 제44회 미국 작가 조합상
제44회 미국 작가 조합상은 1991년 뛰어난 활동을 보인 영화 작가를 기리기 위해 1992년 3월에 열린 시상식이다. LA, 비벌리 힐튼 호텔에서 개최되었다.

## 수상 및 후보

### 각본상
- 델마와 루이스 - 칼리 코우리 수상

### 각색상
- 양들의 침묵 - 테드 털리 수상

### 월계수상
- 프랭크 피어슨 수상

### 발렌타인 데이비스 상
- 알랜 번즈 수상

### 모건 콕스 상
- 존 게이 수상

### 에드몬드 J. 노스 상
- 윌리엄 루드윅 수상

### 파울 셀빈 명예상
- 조지 스티븐스 주니어 수상